# Vâlcele (Olt)
Vâlcele is een Roemeense gemeente in het district Olt.
Vâlcele telt 2900 inwoners.